# 제주 신례리 왕벚나무 자생지
제주 신례리 왕벚나무 자생지(濟州 新禮里 왕벚나무 自生地)는 대한민국 제주특별자치도 서귀포시 남원읍 신례리에 있는 천연기념물로, 제주벚나무가 자생하는 곳이다. 1964년 1월 31일 대한민국의 천연기념물 제156호로 지정되었다.

## 개요
제주벚나무는 장미과에 속하는 나무로 꽃은 4월경에 잎보다 먼저 피는데 백색 또는 연한 홍색을 띤다. 지형이 높은 곳에 자라는 산벚나무와 그보다 낮은 곳에 자라는 올벚나무 사이에서 태어난 잡종이며, 과거에는 왕벚나무(P. × yedoensis)와 같은 종으로 여겨지기도 했으나, 후에 다른 종임이 밝혀졌다.
신례리 왕벚나무 자생지는 제주시에서 서귀포시로 가는 길목 산자락에 자리하고 있다. 한때 일본의 나라꽃인 왕벚나무라 하여 베어지는 수난을 당하기도 하였으나, 일본의 왕벚나무는 자생지가 없으며, 제주벚나무는 한국의 특산종으로 제주도와 전라북도 대둔산에서만 자생한다.
제주벚나무는 한국이 원산지로서 그 수가 매우 적은 희귀종이므로 생물학적 가치가 높고, 식물지리학적 연구가치가 크므로 신예리 왕벚나무 자생지를 천연기념물로 지정·보호하고 있다.

## 참고 자료
- 제주 신례리 왕벚나무 자생지 - 국가유산청 국가유산포털